# Hugh de Beauchamp
Hugh de Beauchamp (bl. 1080–um 1118) war ein normannischer Adliger. Er gilt als Stammvater der Familie Beauchamp aus Bedford.

## Leben
Hugh de Beauchamp stammte wahrscheinlich aus der Normandie. 1080 bezeugte er die Gründung des Klosters von Lessay in der Normandie, doch er war vermutlich nach der normannischen Eroberung nach England gekommen. Durch seine Heirat mit Matilda um 1080 erwarb er dort umfangreichen Grundbesitz. Matilda war die Erbin, wahrscheinlich die Tochter von Ralf Tallebosc, dem normannischen Kastellan von Bedford und Sheriff von Bedfordshire, und von dessen Frau Azelina. Ihre Mutter besaß aus eigenem Recht Besitzungen in Bedfordshire und Cambridgeshire. Im Domesday Book von 1086 wird Beauchamp als Besitzer von über vierzig Gütern erwähnt. Bei der Krönung von Wilhelm II. diente er als Almosenier. Über sein weiteres Leben ist nur wenig bekannt.
Er hatte mindestens zwei Söhne:
- Simon de Beauchamp († 1136 oder 1137)
- Robert de Beauchamp

Sein Erbe wurde sein ältester Sohn Simon de Beauchamp.